# Нонгстойн
Нонгстойн (англ. Nongstoin) — місто в індійському штаті Мегхалая, адміністративний центр округу Західні Гори Кхасі.

## Географія
Місто розташоване у центральній частині штату.

### Клімат
Місто знаходиться у зоні, котра характеризується вологим субтропічним кліматом. Найтепліший місяць — серпень із середньою температурою 27.4 °C (81.3 °F). Найхолодніший місяць — січень, із середньою температурою 17.1 °С (62.7 °F).
| Клімат Нонгстойна       | Клімат Нонгстойна | Клімат Нонгстойна | Клімат Нонгстойна | Клімат Нонгстойна | Клімат Нонгстойна | Клімат Нонгстойна | Клімат Нонгстойна | Клімат Нонгстойна | Клімат Нонгстойна | Клімат Нонгстойна | Клімат Нонгстойна | Клімат Нонгстойна | Клімат Нонгстойна |
| Показник                | Січ.              | Лют.              | Бер.              | Квіт.             | Трав.             | Черв.             | Лип.              | Серп.             | Вер.              | Жовт.             | Лист.             | Груд.             | Рік               |
| Середній максимум, °C   | 23,4              | 25,6              | 29,7              | 30,9              | 30,2              | 29,7              | 30                | 30,2              | 30,1              | 29,2              | 27,1              | 24,1              | 28,3              |
| Середня температура, °C | 17,1              | 19,1              | 23,2              | 25,7              | 26,2              | 26,7              | 27,3              | 27,4              | 27,1              | 25,6              | 22                | 18,2              | 23,8              |
| Середній мінімум, °C    | 10,8              | 12,6              | 16,8              | 20,6              | 22,2              | 23,7              | 24,6              | 24,6              | 24,1              | 21,9              | 17                | 12,4              | 19,3              |
| Норма опадів, мм        | 8.6               | 24                | 69.7              | 219.4             | 534.5             | 716               | 643.5             | 540.9             | 363.9             | 198.2             | 30.7              | 4.6               | 3353.9            |
| ----------------------- | ----------------- | ----------------- | ----------------- | ----------------- | ----------------- | ----------------- | ----------------- | ----------------- | ----------------- | ----------------- | ----------------- | ----------------- | ----------------- |
| Джерело: Weatherbase    |                   |                   |                   |                   |                   |                   |                   |                   |                   |                   |                   |                   |                   |